# Рејнџли (Колорадо)
Рејнџли (енгл. Rangely) град је у америчкој савезној држави Колорадо.

## Демографија
По попису из 2010. године број становника је 2.365, што је 269 (12,8%) становника више него 2000. године.
| Група             | 2000.         | 2010.         |
| Белци             | 1.921 (91,7%) | 2.005 (84,8%) |
| Афроамериканци    | 9 (0,4%)      | 39 (1,6%)     |
| Азијати           | 9 (0,4%)      | 9 (0,4%)      |
| Хиспаноамериканци | 109 (5,2%)    | 252 (10,7%)   |
| Укупно            | 2.096         | 2.365         |